# Kellaputhige, Mangalore
Kellaputhige là một làng thuộc tehsil Mangalore, huyện Dakshin kannad, bang Karnataka, Ấn Độ.